# Masashi Kishimoto
Pour les articles homonymes, voir Kishimoto.
Masashi Kishimoto (岸本 斉史, Kishimoto Masashi) est un mangaka et un scénariste japonais né le 8 novembre 1974 à Nagi dans la préfecture d'Okayama au Japon, il est notamment connu pour être l'auteur du manga Naruto, publié entre 1999 et 2014 avec un total de 700 chapitres collectés en 72 volumes.
À 20 ans, il reçoit le « prix Hope-Step », décerné par les éditions Shūeisha aux jeunes auteurs à l'avenir prometteur, pour son récit court intitulé Karakuri.

## Biographie

### Jeunesse
Masashi Kishimoto est né le 8 novembre 1974 à Nagi, un petit village situé dans la préfecture d'Okayama, au Japon.
Dès son plus jeune âge Masashi Kishimoto se passionne pour le dessin aux côtés de son frère jumeau Seishi (qui deviendra lui aussi mangaka), même si cela ne ressemblait qu'à des gribouillages, du fait de son inexpérience. À force d'entraînement et de persévérance, ses dessins deviennent de plus en plus perfectionnés.
Ses principaux modèles étaient les personnages de ses animés favoris, tirés des mangas de ses auteurs préférés, tels que Dragon Ball et Dr Slump d'Akira Toriyama, Kinnikuman de Yoshinori Kunai et Takashi Shimada, mais aussi Doraemon de Hiroshi Fujimoto, ou Mobile Suit Gundam de Yoshiyuki Tomino et Hajime Yatate. Par ailleurs, le dessin n'étant pas sa seule passion, il aime beaucoup jouer aux jeux vidéo (grand fan de Akira Toriyama, il raconte dans les pages Bonus de Naruto son enfance et sa découverte du jeu vidéo Dragon Quest sur Famicom) et à la voiture télécommandée.

### Débuts dans le manga
Dès cette époque Masashi Kishimoto souhaite s'adonner entièrement à sa passion en devenant mangaka, à la suite de l'effet incroyable que lui a fait le célèbre manga Dragon Ball. Durant son adolescence, Masashi Kishimoto crée son premier manga nommé Hiatari-kun, l'histoire d'un jeune ninja. Une fois arrivé au collège, il délaisse le dessin, ne se croyant plus capable de devenir mangaka, et s'adonne aux sports tels que le baseball. Il a un moment l'idée de faire carrière dans le sport, mais se rend compte qu'il n'en est pas capable. C'est durant une balade à vélo qu'il tombe sur l'affiche d'un film nommé Akira ; la contemplant longuement, il a soudain un déclic, sa passion pour le dessin avait resurgi d'un coup.
Une fois au lycée, Masashi Kishimoto ne consacre que très peu de temps à ses devoirs et passe la majeure partie de son temps à dessiner[réf. souhaitée]. Il entre dans une université d'art sur l'île de Kuushu et commence même un manga de samouraï qui ne verra jamais le jour. Lors de sa deuxième année de lycée, il travaille sur de nombreuses ébauches de manga, Michikusa, Asian Punk, et Yakiyû-ô, qui resteront des prototypes, aucun ne lui convenant réellement.
À l'âge de 20 ans, Masashi Kishimoto reçoit le prix « The Hop Step Awards » décerné par les éditions Shūeisha aux jeunes auteurs à l’avenir prometteur pour son court récit intitulé Karakuri. Le Hop Step Awards est un prix qui a été attribué à des mangakas aujourd’hui devenus incontournables, tels que Yoshihiro Togashi (Hunter × Hunter, Yū Yū Hakusho), Nobuhiro Watsuki (Kenshin le vagabond) ou Eiichiro Oda (One Piece). On peut d'ailleurs trouver Karakuri dans le 18e recueil des lauréats du prix Hop Step Awards paru en 1996 dans la collection « Jump Comics ».
Masashi Kishimoto ouvre également le projet « Top of the Super Legend » en publiant un one shot nommé « Bench! » qui reprend les bases de Yakyuo et a pour sujet le baseball. Il est suivi d'un one shot par semaine réalisé par d'autres auteurs réputés, comme Hideaki Sorachi (Gintama), Takeshi Konomi (Prince of Tennis), Kyōsuke Usuta (Jaguar), Osamu Akimoto (Kochi Kame) et Akira Toriyama (Dragon Ball).

### Naruto
Masashi Kishimoto commence[Quand ?] un manga basé sur la soupe de ramen, et c'est ainsi que naît Naruto. Lors de sa publication dans le magazine japonais Weekly Shōnen Jump, les réactions furent pour la grande majorité positives. Il dessine en même temps un manga centré sur le baseball, son sport préféré mais celui-ci ne rencontre que peu de succès[réf. souhaitée]. Masashi Kishimoto décide alors de prendre du recul pour faire le point sur tous les bons éléments de ces mangas écrits jusqu'à ce jour, et prend la décision de tous les réinvestir dans Naruto.
La série Naruto connaît une prépublication dans l'hebdomadaire Weekly Shonen Jump depuis le no 17 (1999) et est adaptée à la télévision japonaise. Fin 2010, elle atteint une cinquantaine de volumes reliés au Japon. Ce manga est sans nul doute l'un des plus importants succès commerciaux de ces dix dernières années.[réf. souhaitée]
En 2004, Masashi Kishimoto était le 3e mangaka le plus taxé au Japon avec 112.8 millions de yen d'impôts soit 800 000 € et était le 9e contribuable à travers tout le pays[réf. souhaitée]. En 2007, Masashi Kishimoto était le deuxième mangaka le plus taxé du Japon, avec 178,4 millions de yens (près d'un million d'euros) d'impôts.
Le 10 novembre 2014, il publie le dernier chapitre de Naruto, la série comptabilisant alors 700 chapitres répartis en 72 tomes.
Par la suite, il écrit un one shot sur le personnage de Boruto, le fils de Naruto, puis supervise la série Boruto: Naruto Next Generations, scénarisée par Ukyō Kodachi et dessinée par Mikio Ikemoto à partir de mai 2016. Masashi Kishimoto devient ensuite le scénariste fin 2020.

### Autres œuvres
En mai 2019, Masashi Kishimoto commence un nouveau manga Samurai 8 : La Légende d'Hachimaru, qui prend fin 10 mois plus tard à cause d'un faible succès.

### Vie privée
Masashi Kishimoto a un frère jumeau, Seishi Kishimoto, également mangaka et auteur de Satan 666 et de Blazer Drive. Ces deux frères se ressemblent tellement qu'il y eut pendant longtemps des malentendus : Seishi Kishimoto reçut de nombreuses lettres d'insultes de la part de lecteurs lui reprochant de copier les idées de son frère jumeau car ils ne se doutaient pas du lien les unissant. Néanmoins, le malentendu se dissipa et Seishi fut lui aussi reconnu.
Masashi Kishimoto est connu pour être ami avec son rival Eiichiro Oda, le mangaka de One Piece. Les deux auteurs se vouent un profond respect et une admiration mutuelle.
Masashi Kishimoto se marie en 2003. Selon Eiichiro Oda et lui même, sa femme ressemble à Sakura Haruno, le personnage féminin principal de la saga. Il expliquera, peu avant la fin de Naruto, n'avoir pas pu aller en lune de miel à cause de son travail sur le manga.

## Œuvres
Manga
- 1998 : Karakuri (カラクリ?), pré-publié dans Weekly Shōnen Jump ; 1 volume publié chez Shūeisha[BU 1].
- 1999 : Naruto (NARUTO―ナルト―?), pré-publié dans Weekly Shōnen Jump ; 72 volumes publiés chez Shūeisha[BU 2].
- 2010 : Bench (ベンチ?), pré-publié dans Weekly Shōnen Jump ; 1 volume publié chez Shūeisha[BU 2].

- 2013 : Mario (マリオ?), pré-publié dans Jump SQ ; 1 volume publié chez Shūeisha[BU 3].

- 2015 : 
  - Naruto Gaiden - Nanadaime Hokage to Akairo no Hanatsuzuki (NARUTO―ナルト― 外伝 ~七代目火影と緋色の花つ月~?), pré-publié dans Weekly Shōnen Jump ; 1 volume publié chez Shūeisha[BU 4].
  - Boruto - Naruto the Movie (?), pré-publié dans Weekly Shōnen Jump ; 2 chapitres publiés chez Shūeisha[BU 2].
  - Boruto Two Blue Vortex
- 2016 : Boruto: Naruto Next Generations (supervision puis scénariste à partir de fin 2020)
- 2019 : (scénario[BU 5]) Samurai 8 : La Légende d'Hachimaru (サムライ8 八丸伝?)[13], pré-publiée dans le magazine Shônen Jump[14]. Dessins de Akira Ōkubo[15], l'assistant de Kishimoto[16], dans un style proche de Naruto[17].
- 2023 : Naruto Gaiden - Uzu No Naka no Tsumujikaze (NARUTO -ナルト- 外伝 ~渦の中のつむじ風~), publié dans Weekly Shōnen Jump ; 1 volume one-shot chez Shūeisha.

Œuvre collective
- 2006 : Chou Kochikame (超こち亀?), chez Shūeisha[BU 6].

Livres
- 2002 : Naruto (ナルト (Novel)?), 3 volumes publiés chez Shūeisha[BU 7].
- 2010 : Le roman de Jiraiya (ナルト- ド根性忍伝, Naruto - Dokonjô Ninden) : Illustrateur. Il s'agit du roman écrit dans la série par Jiraiya, qui a été inspiré par Nagato et dont le nom du personnage principal a inspiré le prénom de Naruto à ses parents. Paru le 4 août 2010, il a pour scénariste Akira Higashiyama[18].
- 2012 : Naruto Jinraiden: Okami no Naku Hi (NARUTO－ナルト－ 迅雷伝 狼の哭く日?)[BU 8] : Illustrateur. Paru le 2 novembre 2012[19] avec Akira Higashiyama comme scénariste, ce Light Novel est également connu, dans sa version française, sous, le titre "Le Roman de Sasuke - Chroniques de la foudre"[20].
- 2015 :
  - Boruto: Naruto the Movie, chez Shūeisha[BU 9].
  - Naruto Hiden Series (NARUTO -ナルト- 秘伝?, Histoires Secrètes de Naruto), illustrateur. 6 volumes parus chez Shūeisha[BU 10], à savoir : 
    - Kakashi Hiden - Éclairs dans un ciel glacé (カカシ秘伝氷天の雷, Kakashi Hiden - Hyôten no Ikazuchi), également connu, dans sa version française, sous le titre "Le roman de Kakashi - Éclairs dans un ciel glacé"[21]. Premier volet de Naruto Hiden, paru le 4 février 2015[22], avec Akira Higashiyama comme scénariste.
    - Shikamaru Hiden - Un nuage flottant dans une obscurité silencieuse (シカマル秘伝 闇の黙に浮ぶ雲, Shikamaru Hiden - Yami no Shijima ni Ukabu Kumo), également connu, dans sa version française, sous le titre "Le roman de Shikamaru - Un nuage flottant dans une obscurité silencieuse[23]". Deuxième volet de Naruto Hiden, paru le 5 mars de 2015[24], avec Takashi Yano comme scénariste.
    - Sakura Hiden - Sentiments amoureux embarqués par une brise printanière (サクラ秘伝 思恋、春風にのせて, Sakura Hiden - Shiren, Harukaze ni Nosete), également connu, dans sa version française, sous le titre "Le roman de Sakura - Sentiments amoureux embarqués par une brise printanière[25]". Troisième volet de Naruto Hiden, paru le 3 avril 2015[26], avec Tomohito Ōsaki comme scénariste).
    - Konoha Hiden - Une journée idéale pour un mariage (木ノ葉秘伝 祝言日和, Konoha Hiden - Shûgenbiyori), également connu, dans sa version française, sous le titre "Nouvelles de  Konoha - Une journée idéale pour un mariage[27]". Quatrième volet de Naruto Hiden, paru le 1er mai 2015[28], avec Shō Hinata comme scénariste.
    - Gaara Hiden - Mirage de poussière de sable (我愛羅秘伝 砂塵幻想, Gaara Hiden - Sajingensô), également connu, dans sa version française, sous le titre "Le roman de Gaara - Mirage de poussière de sable"[29]. Cinquième volet de Naruto Hiden, paru le 1er mai 2015[30], avec Ukyō Kodachi comme scénariste.
    - Akatsuki Hiden - Éclosion des fleurs du mal (暁秘伝 咲き乱れる悪の華, Akatsuki Hiden - Sakimidareru Aku no Hana), également connu, dans sa version française, sous le titre "Nouvelles d'Akatsuki - Éclosion des fleurs du mal"[31]. Sixième et dernier volet de Naruto Hiden, paru le 3 juillet 2015[32], avec Shin Towada comme scénariste.

  - Le second roman de Jiraiya (ナルト- ド純情忍伝, Naruto - Dojunjô Ninden) : Illustrateur. Il s'agit de l'origine du Paradis du batifolage, le roman érotique a succès de Jiraiya prisé par Kakashi dans la série. Paru le 4 août 2015[33], il a pour scénariste Akira Higashiyama et est également connu, dans sa version française, sous le titre "Le roman de Jiraiya - Tō et la malédiction de Sosai-in"[34].
  - Naruto Shinden 2015 (NARUTO ─ナルト─ イタチ真伝?, La véritable histoire de Naruto), 3 volumes chez Shūeisha[BU 11], à savoir : 
    - Itachi Shinden - Livre d'une lumière brillante (イタチ真伝 光明篇, Itachi Shinden - Kômyô-hen), également connu, dans version française, sous le titre "La véritable histoire d'Itachi - Lumière"[35]. Premier volet de Naruto Shinden, paru le 4 septembre 2015, avec Takashi Yano comme scénariste.
    - Itachi Shinden - Livre de nuit sombre (イタチ真伝 暗夜篇, Itachi Shinden - An'ya-hen), également connu, dans sa version française, sous le titre "La véritable histoire d'Itachi - Nuit noire"[36]. Deuxième volet de Naruto Shinden, paru le 2 octobre 2015[37], avec Takashi Yano comme scénariste.
    - Sasuke Shinden - Livre du lever de soleil (サスケ真伝 来光篇, Sasuke Shinden - Raikō-hen), également connu, dans sa version française, sous le titre "La véritable histoire de Sasuke - Raikō"[38]. Troisième et dernier volet de Naruto Shinden, paru le 4 novembre 2015[39], avec Shin Towada comme scénariste.
- 2018 : 
  - Naruto Shinden 2018 (ナルト新伝, Nouvelles aventures de Naruto) : Illustrateur; 4 romans publiés chez Shueisha, à savoir :  
    - Konoha Shinden - Parchemins ninjas de la vapeur (木ノ葉新伝 湯煙忍法帖, Konoha Shinden - Yukemuri Ninpôchô). Premier volet de Naruto Shinden, paru le 4 août 2016[40], Konoha Shinden était à la base un Light Novel à part, avant d'être plus tard intégré dans la série. Shō Hinata en est le scénariste.
    - Naruto Shinden - Journée en famille  (ナルト新伝 親子の日, Naruto Shinden - Oyako no Hi). Deuxième volet de Naruto Shinden, paru le 2 mai 2018[41], avec Mirei Miyamoto comme scénariste.
    - Sasuke Shinden - L'élève star du professeur (サスケ新伝 師弟の星, Sasuke Shinden - Shitei no Hoshi). Troisième volet de Naruto Shinden, paru le 4 mai 2018[42], avec Jun Esaka comme scénariste.
    - Shikamaru Shinden : Un nuage dansant sur des pétales tombés (シカマル新伝 舞い散る華を憂う雲, Shikamaru Shinden - Maichiru Hana o Ureu Kumo). Quatrième volet et dernier de Naruto Shinden, paru le 4 juillet 2018[43], avec Takashi Yano comme scénariste.
- 2019 :
  - Naruto Retsuden (ナルト烈伝, histoires intenses de Naruto) : illustrateur, avec Jun Esaka comme scénariste; 3 romans publiés chez Shueisha, à savoir : 
    - Kakashi Retsuden - Le Sixième Hokage et le Garçon raté (カカシ烈伝　六代目火影と落ちこぼれの少年, Kakashi Restsuden - Rokudaime Hokage to Ochikobore no Shônen), également connu, dans sa version française, sous le titre "Le roman de Kakashi - Le Sixième Hokage et l'enfant-roi"[44]. Premier volet de Naruto Retsuden, paru le 4 juin 2019[45].
    - Sasuke Retsuden : L'Énigme du dessin des astres (サスケ烈伝　うちはの末裔と天球の星屑, Sasuke Retsuden - Uchiha no Matsuei to Tenkyû no Hoshikuzu), également connu, dans sa version française, sous le titre "Le roman de Sasuke - L'énigme du des astres"[46]. Deuxième volet de Naruto Retsuden, paru le 2 août 2019[47].
    - Naruto Retsuden : Naruto Uzumaki et le destin spiralé (ナルト烈伝　うずまきナルトと螺旋の天命, Naruto Retsuden - Uzumaki Naruto to Rasen no Tenmei), également connu, dans sa version française, sous le titre "Le roman de Naruto - Naruto Uzumaki et la spirale du destin"[48]. Troisième volet et dernier de Naruto Shinden, paru le 4 octobre 2019[49].

Jaquettes d'albums musicaux
- 2015 : l'album Strings on Fire de la violoniste Chisako Takashima, dont il est l'illustrateur de la couverture[BU 12].

## Inspiration
Masashi Kishimoto, principalement connu pour son manga Naruto, a trouvé l'inspiration au travers de sa vie quotidienne. En effet Konoha, village fictif appartenant au manga fut inspiré de la ville natale de l'auteur, car celui-ci vivait près d'une base militaire où il y avait de nombreux terrains d'entraînement. De même quelques protagonistes de Naruto sont inspirés de personnes réelles l'ayant entouré durant sa jeunesse tels que ses amis de lycée cependant la plupart des personnages ont été inventés de toutes pièces. Il tire plusieurs éléments du manga Naruto du folklore japonais, asiatique, de certains mangas déjà existants (notamment Dragon Ball) et de la mythologie asiatique.
Masashi Kishimoto s'inspire aussi de ses proches pour ses œuvres. Sa relation avec son frère jumeau Seishi est l'une des inspirations de celle entre Naruto et Sasuke. Quant à sa femme, en plus de ressembler à Sakura Haruno, Masashi Kishimoto s'est basé sur elle pour le personnage de Kushina Uzumaki. Il lui a également demandé de le conseiller pendant l'écriture du tome 53 de Naruto, qui était fortement centré sur ce personnage. L'écharpe rouge qu'on voit dans le film The Last est inspirée d'un cadeau similaire que lui a fait son épouse.

## Distinctions
- 2006 :  Prix Quill (en) du meilleur roman graphique pour Naruto, t. 7
- 2009 :  Prix Peng ! du meilleur manga pour Naruto (attribué par Animexx (de))[53]

### Baka-Update
1. ↑  « Karakuri »
2. 1 2 3  « Naruto »
3. ↑  « Mario »
4. ↑  « Naruto Gaiden - Nanadaime Hokage to Akairo no Hanatsuzuki »
5. ↑  « Samurai 8: Hachimaruden »
6. ↑  « Chou Kochikame »
7. ↑  « Naruto (Novel) »
8. ↑  « Naruto Jinraiden - The Day the Wolf Howled »
9. ↑  « Boruto: Naruto the Movie »
10. ↑  « Naruto Hiden Series »
11. ↑  « Naruto Shinden 2015 »
12. ↑  « Naruto Creator Masashi Kishimoto Illustrates Album Jacket »

### Documentation
- Philippe Peter, « Samurai 8, t. 1 : après Naruto », dBD, no 139,‎ décembre 2019 - janvier 2020, p. 109.